# Ривз, Кен
Кеннет Ривз (англ. Kenneth Reeves, родился в 1951 году, США) — американский демократический политик, мэр Кембридж, штат Массачусетс с 1992—1995 и с 2006—2008 годов, первый открытый гей-афроамериканец, возглавивший город в США..
В 2008 году его сменила Дениз Симмонс, первая открытая лесбиянка-афроамериканка.

## Биография
Кен Ривз учился в государственных школах Детройта. В 1968 году он окончил техническую школу Кэсс. Далее, после года обучения в Тринити-колледже в Хартфорде, штат Коннектикут, Ривз направился в Кембридж, штат Массачусетс, чтобы поступить в Гарвардский университет. В 1973 году Кен получил степень в области американской истории и литературы. В 1976 году Ривз окончил юридический факультет Мичиганского университета.
Выборы в Кембридже были  беспартийными, но Ривз идентифицировал себя с демократической партией.
В 1998 году Кен Ривз был отстранен от юридической практики. Он заявил, что не видит логики в оплате труда адвокатуры, пока он лично  не занимается активной юридической практикой.

## Политическая карьера

### Кембриджская политика
Ривз был избран мэром Кембриджа в январе 1994 года. Выборы в Кембридже беспартийные, но он идентифицирует себя с Демократической партией. Будучи мэром, он был членом Коалиции мэров против незаконного оружия, организации, созданной в 2006 году под сопредседательством мэра Нью-Йорка Майкла Блумберга и мэра Бостона Томаса Менино.
Ривз перестал платить ежегодный взнос Коллегии адвокатов Массачусетса в 1998 году и, следовательно, отстранен от юридической практики. Он заявил, что не видит логики в том, чтобы платить адвокату, пока он не занимается активной юридической практикой.
Ривза сменила на посту мэра в 2008 году Э. Дениз Симмонс, которая стала первой афроамериканской мэром-лесбиянкой в Соединенных Штатах.

### Государственная политика
На выборах в Массачусетсе в 2006 году Ривз поддержал губернаторскую кампанию Девала Патрика, «давнего друга» Ривза. Ривз также поддержал Тима Мюррея на предварительных выборах Демократической партии на пост вице-губернатора. В 2014 году Ривз поддержал кампанию коллеги-резидента Кембриджа Леланда Ченга на пост вице-губернатора.